# Virovitica
Virovitica [ˈʋirɔʋititsa] (deutsch Wirowititz, ungarisch Verőce, italienisch Varaviza) ist eine Stadt in Kroatien. Sie befindet sich nahe der Staatsgrenze zu Ungarn nahe dem Fluss Drau an den nördlichen Abhängen des Bilogora-Gebirges. Virovitica wird seit jeher zur historischen Region Slawonien gezählt, die nahegelegene Stadt Koprivnica hingegen gehört zur Drauregion Podravina. Virovitica ist seit der Neustrukturierung des modernen, unabhängigen kroatischen Staates die Hauptstadt der Gespanschaft Virovitica-Podravina, die auch einen Teil des Draugebietes umfasst.

## Geschichte
Virovitica war bereits in der Antike besiedelt.
Im Jahre 1234 verlieh König Bela IV. der Stadt Virovitica das Privileg einer freien Königsstadt. 1242 verlieh derselbe König auch der Stadt Zagreb dieselben Privilegien in einem Dokument, das als „Goldene Bulle“ bekannt ist. Diese wurde ebenfalls in Virovitica ausgestellt. Virovitica war zur Zeit des Königreichs Ungarn Sitz des Komitats Verőce.
Im Jahre 1243 erhält die Stadt von Herzog Koloman Privilegien, die 1248 von Königin Maria bestätigt werden. Hier wird 1280 das Franziskaner- und 1290 das Benediktinerkloster erwähnt. An der Stelle der zerstörten mittelalterlichen Burg ließ Antun Graf Pejačević (* 1749; † 1802) ein großes spätbarock-klassizistisches Schloss (Baumeister N. Roth, 1800–04) errichten, das noch heute von einem Graben und Park umgeben ist. Die Siedlung bestand noch Mitte des 18. Jahrhunderts aus Holzhäusern (manche aus dem 19. Jahrhundert stehen noch heute).

### Geschichtliche Stadtnamen
Die Stadt Virovitica ist auch unter den folgenden Bezeichnungen in diversen Dokumenten oder Landkarten zu finden: Wirowitiza, Virovititz, Viroviticza, Verewitiza, Verowitiza, Verowtiza, Verőcze.

### Geschichte des Museums
Das städtische Museum in Virovitica wurde im September 1953 als Heimatmuseum der Stadt und des Bezirks Virovitica gegründet. Im Dachgeschoss des Schlosses Pejačević beginnen einer und zeitweise auch zwei Museologen mit der Gründung dieser Institution. Mit Hilfe vieler Einwohner von Virovitica, durch Geschenke, Abkauf und Sammeln wurde das Material für die archäologische, ethnographische, kulturgeschichtliche und Kunstsammlung beschafft und es wurden auch die Bücherei, das Archiv und die Fotothek gegründet.
Das gesammelte Museumsmaterial wurde bereits im Mai 1954 als „I. Museumsausstellung“ ausgestellt. Zu dieser Zeit wurden die Ausstellungen aufgrund von Platzmangel in verschiedenen Räumen in der Stadt veranstaltet.
Die erste ständige Museumsausstellung „Durch die Geschichte von Virovitica“ wurde 1968 im großen Saal im ersten Stock des Schlosses eröffnet, in dem auch heute noch zahlreiche Ausstellungen organisiert werden. Seit damals wurde das ganze Schloss schrittweise eingerichtet. Im Rahmen des 750-jährigen Jubiläums der Stadt Virovitica und dem Wissenschaftlichen Kongress am 2. Oktober 1984 wurde die ständige archäologische, kulturgeschichtliche, ethnographische und Kunstsammlung von Branislav Glumac eröffnet.
Das Material und die ständige Ausstellung wurden 1991 wegen der Kriegsgefahren umgesiedelt und wurden im Sommer 1992 zurückgebracht, und seit damals können die Besucher wieder die ständige Ausstellung besichtigen.
Heute gibt es im Museum etwa 5000 Gegenstände, von denen 800 ständig ausgestellt sind. Sie schildern das Leben aus der Umgebung von Virovitica von der jüngeren Steinzeit bis zu den ersten Jahrzehnten des 20. Jahrhunderts.

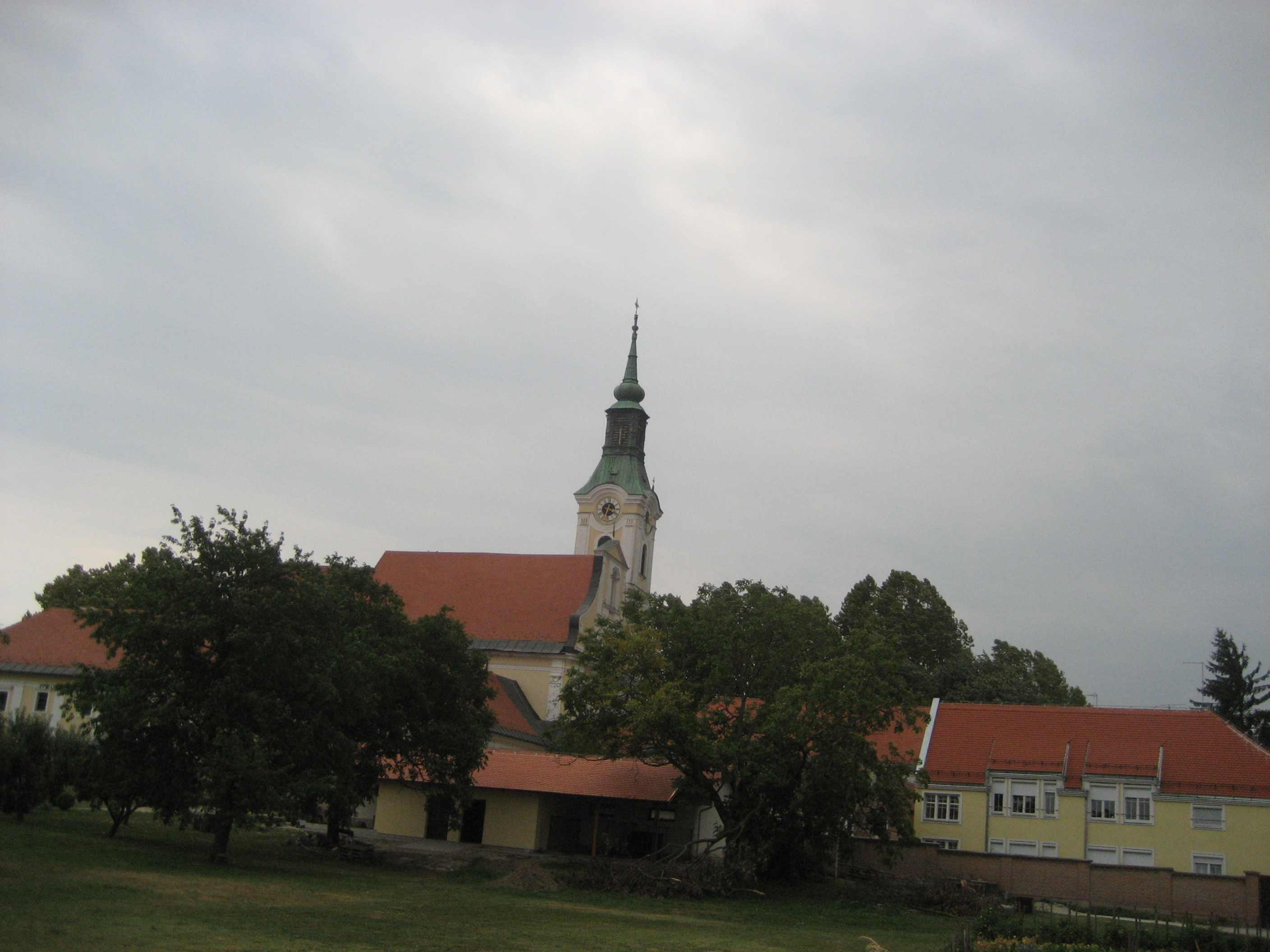
Kirche von Virovitica

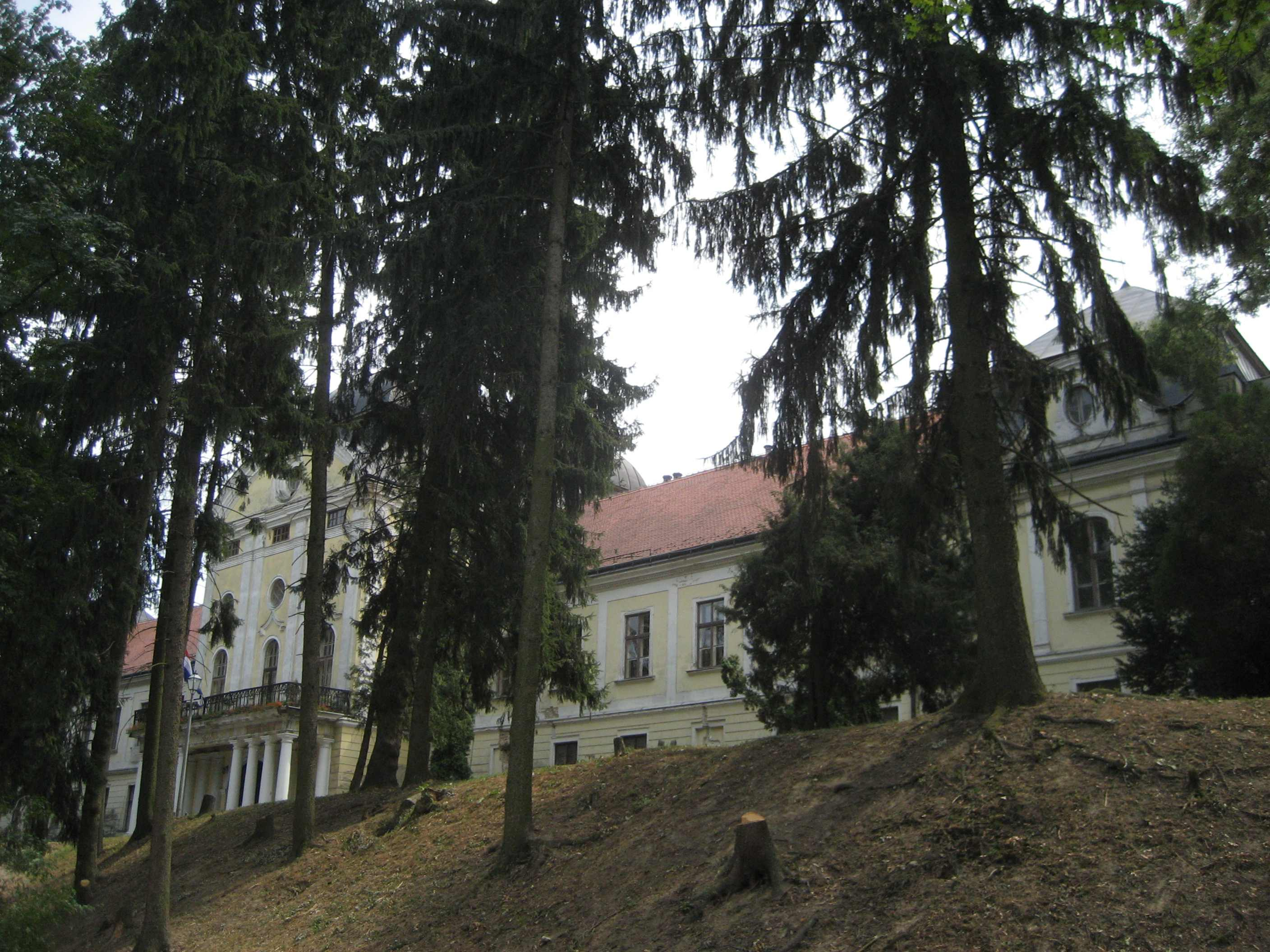
Schloss von Virovitica (Nordwestseite)

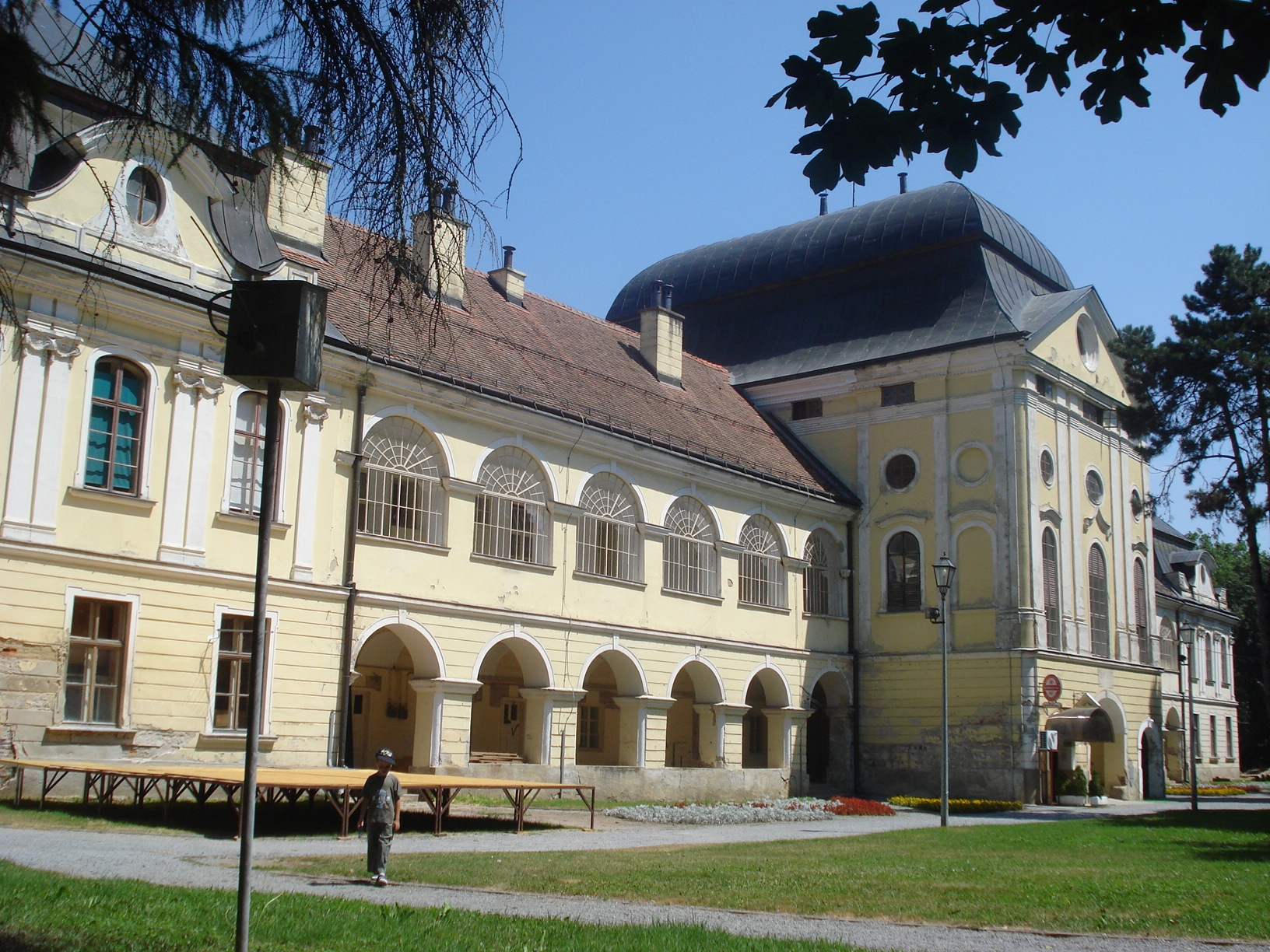
Schloss Pejačević befindet sich in der Stadtmitte (Blick von der Südwestseite)

## Sehenswürdigkeiten

### Schloss
Im Park im Stadtzentrum befindet sich an der Stelle der mittelalterlichen Festung das Schloss der Familie Pejačević, das von 1800 bis 1804 nach den Zeichnungen des Wiener Architekten Roth gebaut wurde. Das Schloss ist ein Denkmal der I. Kategorie und ein repräsentatives einstöckiges Gebäude mit stilistischen Merkmalen des Spätbarocks und Klassizismus. Außer auf zahlreichen Fotografien und auf einigen Zeichnungen vom Ende des vergangenen Jahrhunderts ist das früheste verzeichnete Aussehen des Schlosses auf dem Bild von Friedrich Lieder aus dem Jahr 1811 zu sehen, das die „Familie Pejačević im Park“ darstellt (heute befindet sich das Bild in der Galerie der bildenden Künste in Osijek). Das Schloss hat seinen Namen von den ersten Besitzern, den Grafen Pejačević, und seit Mitte des 19. Jahrhunderts bis 1911 war es im Besitz der Fürstenfamilie Schaumburg-Lippe, um später von Graf Drašković gekauft zu werden. Die Gemeinde Virovitica kaufte das Schloss mit dem Park, der heute das Stadtzentrum dominiert, 1930 für den eigenen Bedarf.
Der Park um das Schloss ist ein geschütztes Naturdenkmal. Mit seiner Gestaltung wurde Anfang des 19. Jahrhunderts begonnen, nachdem das Schloss zur Zeit von Antun (II.) Pejačević (* ca. 1775; † 1838) gebaut worden war. An der Stelle, an der sich das Schloss zusammen mit dem Park befindet, war früher eine mittelalterliche Festung.
Daran erinnert uns auch heute noch der erhaltene Verteidigungsgraben. Im Katasterplan aus dem Jahr 1862 ist zu sehen, dass die Parkanlage fertiggestellt wurde. Von den Laubbäumen dominieren im Park autochthone Arten und ihre gezüchteten Formen, beispielsweise der Quercus robur f. fastigiata, der Fraxinus excelsior, weiterhin die heimische Wildkastanie Aesculus hippocastanum. Von den fremden Baumarten wurden hier die Gymnocladus dioica, Sophora japonica, die Pllatanus acerifolis P. occidenthalis angepflanzt.
Neben dem Verteidigungsgraben dominiert die Taxodium distichum. Von den Nadelbäume sind die Juniperus virginiana, weiterhin die Ginkgo biloba, der mythische asiatische Baum aus der Eiszeit, vertreten. Der Park war auch reich an üppigen blühenden Büschen, die mit der Zeit verfallen sind, und an ihrer Stelle wurden neue Arten angepflanzt.

## Infrastruktur

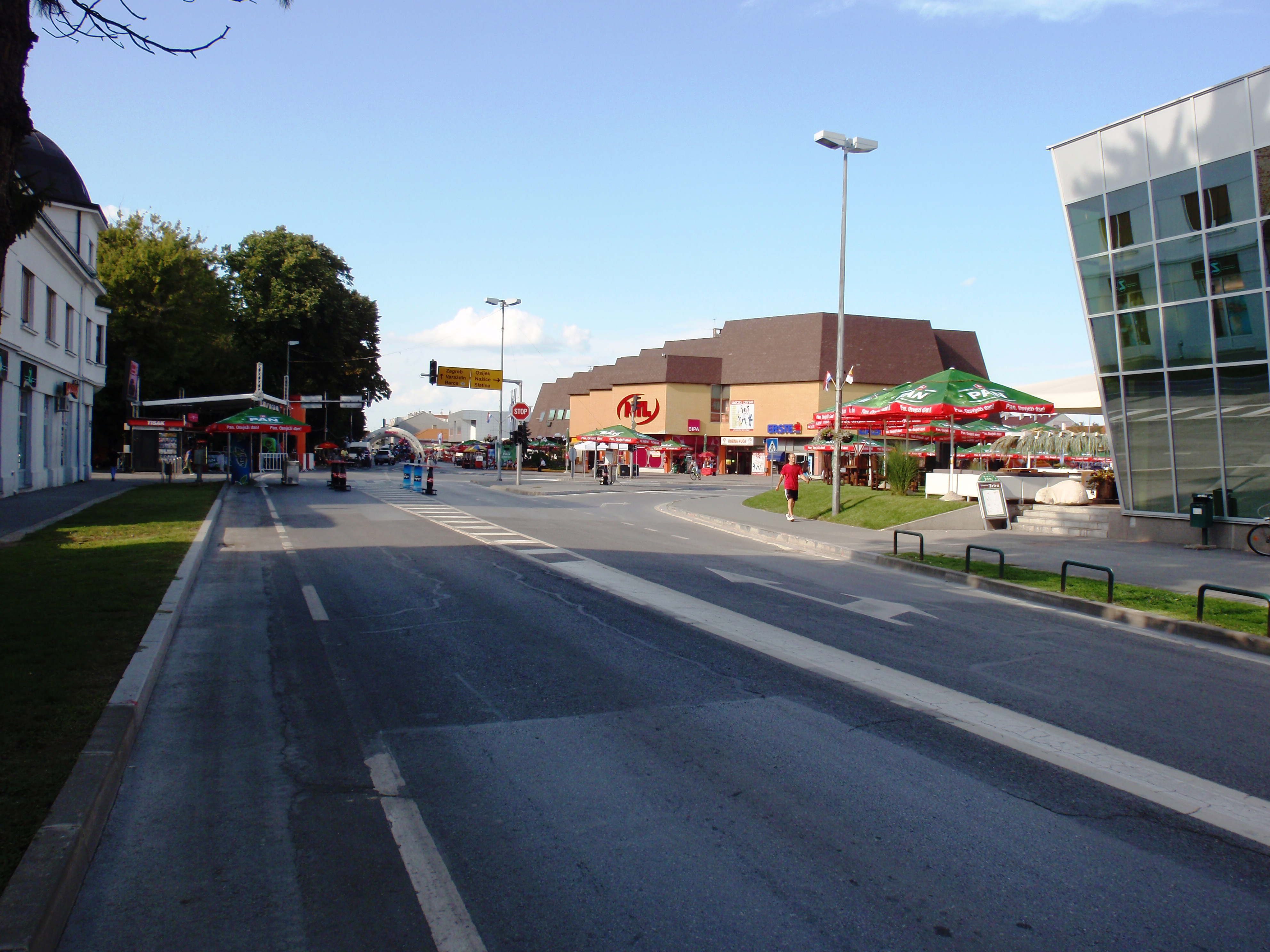
Straße in Virovitica

Als Straßen- und Bahnknotenpunkt ist Virovitica vom Durchgangsverkehr und Tourismus geprägt.
In der unmittelbaren Umgebung von Virovitica gibt es mehrere attraktive Ausflugsorte, unter denen die großen Fischteiche in Razbojište am Fuße und Milanovac an den rebenbewachsenen Abhängen der Bilogora besonders hervorzuheben sind. Im Bilogora-Massiv werden Jagden auf Hoch- und Kleinwild organisiert, und an der Drau sind Kleinwildjagd und Fischfang möglich.

## Gespanschaft Virovitica-Podravina
Jagdrevier „Virovitička Bilogora“ – Industrogradnja d.d. Zagreb Die Podravska-Magistrale, wichtigste Verkehrsader zwischen West- und Osteuropa, teilt die Gespanschaft Virovitica-Podravina in zwei Reliefeinheiten: das bewaldete und flache Drautal im Norden und die nordöstlichen Hänge von Bilogora und Papuk im Süden der Gespanschaft. Die Stadt Virovitica ist das Zentrum dieser Gespanschaft, die sich auf 2021 km² Fläche erstreckt. Die Umgebung Viroviticas ist die Heimat zahlreicher Wildtiere und zieht deshalb Jäger an. Der Jagdverband der Gespanschaft Virovitica-Podravina vereint 35 Jagdvereine, die 32 Jagdreviere bewirtschaften und Träger des Jagdtourismus sind. Vom Hochwild hebt sich das Schwarzwild durch den zahlenmäßigen Bestand und der Hirsch und der Rehbock durch seine Trophäenqualität hervor. Hase, Wachtel, Schnepfe, Fasan und Wildente sind Teil des reichen Angebots, das Jäger anzieht.

## Persönlichkeiten
- Vincenz von Barco (1719–1797), österreichischer Feldmarschall-Lieutenant, kommandierender General von Ungarn, Ritter des Maria-Theresia-Orden sowie Inhaber des Husaren-Regiments Nr. 9 und General der Kavallerie
- Mirko Danijel Bogdanić (1762–1802), kroatischer Wissenschaftler
- Ernst Lakenbacher (1891–1967), Journalist, Autor, Gewerkschafter und Arbeiterkammerfunktionär
- Rastko Stefanović (* 1971), serbisch-slowenischer Handballspieler und -trainer
- Aleksandra Grdić (* 1979), Miss Kroatien 2003
- Goran Jagar (* 1984), serbischer Ruderer
- Vedran Mataija (* 1988), Handballspieler
- Marino Bloudek (* 1999), Mittelstreckenläufer
- Antonio Parić (* 2004), Fußballspieler

## Städtepartnerschaft
Virovitica unterhält mit folgender Stadt eine Städtepartnerschaft:
- Traunreut, Deutschland, seit 1999